# Давыдов, Евгений Витальевич
Евге́ний Вита́льевич Давы́дов (род. 27 мая 1967, Челябинск) — советский и российский хоккеист. Олимпийский чемпион 1992 года в составе сборной СНГ по хоккею с шайбой, забросив по ходу турнира три шайбы и сделав три передачи в восьми матчах.
Заслуженный мастер спорта СССР по хоккею с шайбой (1990).

## Биография
Воспитанник ДЮСШОР хоккейного клуба «Трактор» из Челябинска.
Выступал за «Трактор» Челябинск (1984—1986), ЦСКА (1986—1992), Winnipeg Jets НХЛ (1991—1993), Florida Panthers НХЛ (1993), Ottawa Senators НХЛ (1994), San Diego Gulls ИХЛ (1995), Chicago Wolves ИХЛ (1995), EHC Olten Швейцария (1995, 1999—2001), Amiens Франция (1996), Brynäs IF Швеция (1996—1998), «Ак Барс» Казань (1998—1999), Zug Швейцария (1999), Kärpät Финляндия (2001), Berlin Capitals Германия (2001—2002), «Крылья Советов» (2002), Milan Италия (2003), Olofstrеms IK Швеция (2004).
Выступал за сборную СССР на чемпионате мира среди молодежи в сезоне 1985/86.
Играл в сборной команде СССР на чемпионате мира и Европы 1989/90.
Выступал в сборной команде СНГ на Зимних Олимпийских играх 1992 г.
В настоящее время[какое?] продолжает выступать в ветеранских турнирах в составе ХК «Легенды хоккея СССР».

## Достижения
- Олимпийский чемпион 1992
- Чемпион мира 1990
- Второй призер чемпионата Европы 1990
- Чемпион СССР — 1987, 1988, 1989
- Обладатель Кубка СССР 1988
- Обладатель Кубка Европы — 1988, 1989, 1990
- Второй призер чемпионата СССР 1990
- Чемпион мира среди молодежных команд 1986
- Второй призер чемпионата Европы среди юниоров 1985
- Лучший снайпер чемпионата Швеции в 1997 году.